# Хочу все знати
Хочу все знати (рос. Хочу все знать) — радянський дитячий науково-популярний кіножурнал. Виробник до 2003 року — Центральна кіностудія науково-популярних і навчальних фільмів «Центрнаукфільм» (до 1966 року «Моснаукфільм»). Виробник після 2003 року — кіностудія «Центр національного фільму».

## Історія
Перший випуск кіножурналу вийшов у світ в 1957 році. З 1959 року керував проектом Б.Г. Долін. До початку 2003 року на Центральній кіностудії науково-популярних і навчальних фільмів «Центрнаучфільм» було створено 264 випуску кіножурналу. 
З 2003 по 2010 рік кіностудія «Центр національного фільму» випустила ще 71 кіножурнал (з 265 по 336). Керівник проекту: Наталія Касьянова.